# (5194) Böttger
(5194) Böttger es un asteroide perteneciente al cinturón de asteroides, descubierto el 24 de septiembre de 1960 por Cornelis Johannes van Houten en conjunto a su esposa también astrónoma Ingrid van Houten-Groeneveld y el astrónomo Tom Gehrels desde el Observatorio del Monte Palomar, Estados Unidos.

## Designación y nombre
Designado provisionalmente como 4641 P-L. Fue nombrado Böttger en honor a Johann Friedrich Böttger, que en principio pareció haber hecho, como alquimista, oro, para el rey Augusto II, el Fuerte, de Sajonia. Lo que en realidad descubrió, junto al matemático y médico Ehrenfried Walther von Tschirnhaus, fue la primera porcelana europea en 1707-1708. En el año 1710, se convirtió en jefe de fabricación de porcelana de Dresde (más tarde Meissen). Trató de vender el secreto para la producción de porcelana al rey de Prusia, por lo que Augusto II lo encarceló, donde murió poco tiempo después.

## Características orbitales
Böttger está situado a una distancia media del Sol de 2,706 ua, pudiendo alejarse hasta 2,828 ua y acercarse hasta 2,584 ua. Su excentricidad es 0,044 y la inclinación orbital 4,308 grados. Emplea 1626,50 días en completar una órbita alrededor del Sol.
El próximo acercamiento a la órbita terrestre se producirá el 18 de marzo de 2091.

## Características físicas
La magnitud absoluta de Böttger es 14,3.